# Geinberg
Geinberg är en ort och kommun i Österrike. Den ligger i distriktet Ried im Innkreis i förbundslandet Oberösterreich, 230 kilometer väster om huvudstaden Wien. 
Kommunen består av elva orter (Ortschaften) (inom parentes invånarantal 1 januari 2024):

- Durchham (70)
- Ellreching (12)
- Geinberg (732)
- Hart (44)
- Haudering (28)
- Kager (29)
- Moosham (232)
- Neuhaus (122)
- Nonsbach (50)
- Oberaichet (52)
- Winten (100)